# 普救寺

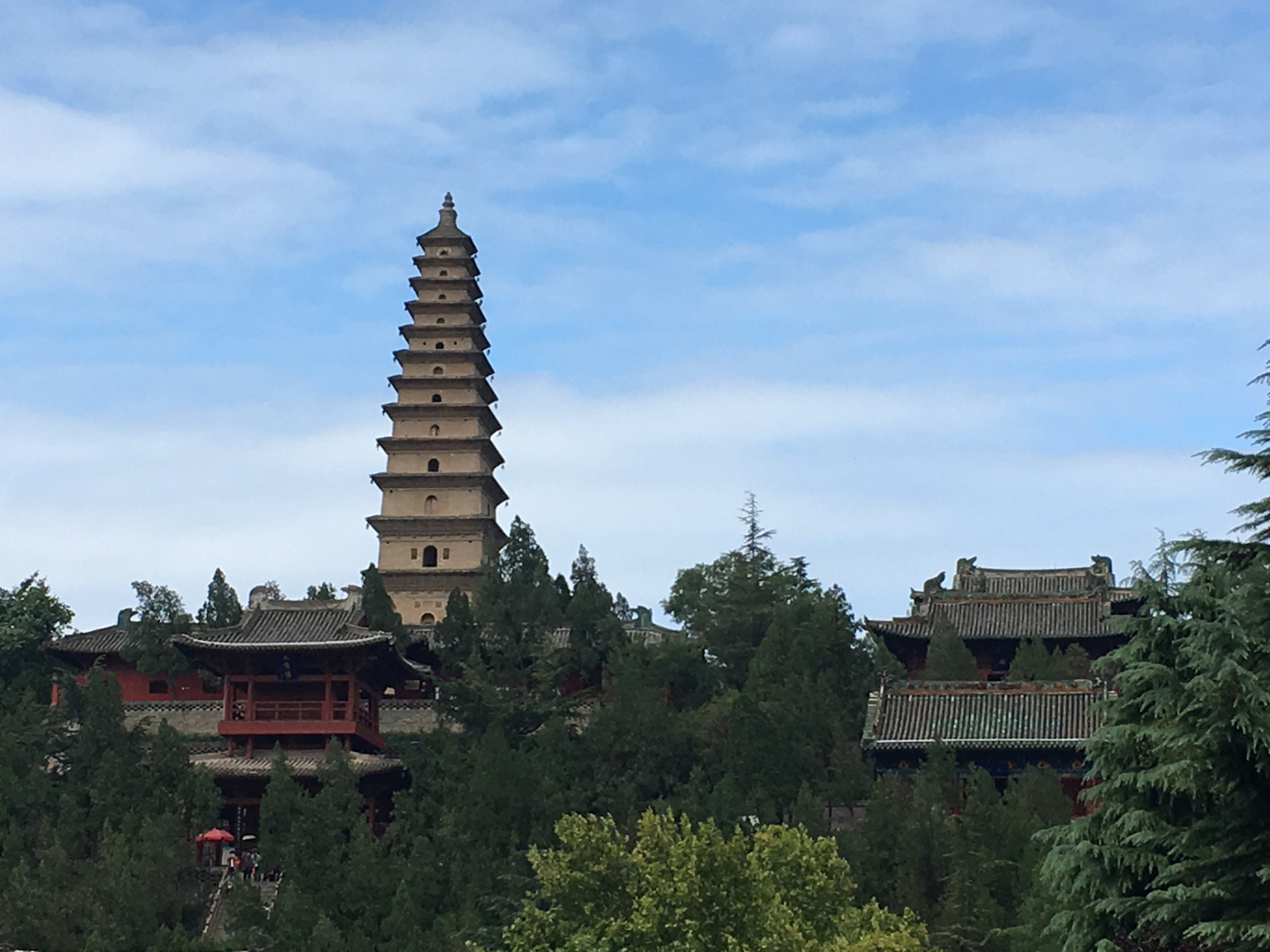
普救寺

普救寺（ふきゅうじ）は、中華人民共和国山西省運城市永済市蒲州鎮の蒲州古城にある仏教寺院。元代の王実甫の雑劇の名作『西廂記』の舞台として知られる。

## 歴史
普救寺は武周時代（690年-705年）に創建された。当時は西永清院と呼ばれていた。
五代の後漢の乾祐元年（948年）、寺の僧が、兵に蒲州城の攻撃をやめさせ、地元の人を救ったことから「普救寺」と呼ばれている。
普救寺は宋代と元代で最盛期に達した。明代の嘉靖34年（1555年）に地震で破損した後、再建された。
1965年5月24日、山西省人民政府は普救寺を山西省重点文物保護単位に認定した。
1986年、地元政府は普救寺を再建した。

## 伽藍
天王殿、鐘楼、鼓楼、大雄宝殿、経院、僧舎、塔院、西廂書斎、別墅花園、鶯鶯塔。